# Партия национального обновления (Португалия)
Партия национального обновления (порт. Partido Nacional Renovador) — португальская крайне правая политическая партия. Создана активистами праворадикальных организаций. Стоит на позициях национал-консерватизма, католического традиционализма, антимарксизма и евроскептицизма, пропагандирует идеи Третьего пути. Продолжает националистическую традицию лузитанского интегрализма, отчасти салазаристского Нового государства и Жаркого лета. В парламенте не представлена, но активна в акциях прямого действия.

## Предыстория
После Апрельской революции 1974 года в португальской политике длительное время отсутствовала системная партия крайне правых. Идеологии и структуры этого направления были скомпрометированы десятилетиями диктаторского режима. Правый фланг занимали консервативный Социально-демократический центр, либеральная Социал-демократическая и Народная монархическая партии.
Португальское федералистское движение / Партия прогресса, Португальское народное движение (MPP), Либеральная партия, Португальская национальная партия, Движение португальского действия были запрещены после сентябрьского антиправительственного выступления 1974. Антикоммунистические движения Жаркого лета — Демократическое движение за освобождение Португалии, Армия освобождения Португалии, Мария да Фонте — не претендовали на легальный статус. Христианско-демократическая партия майора Саншеша Озориу, Независимое движение за национальную реконструкцию (MIRN) генерала Каулза ди Арриага, Национальный фронт (FN) журналиста Мануэла Муриаша, Национальный альянс (AN) экономиста Антониу да Круша Родригеша не добились серьёзных электорально-политических успехов. Почти все эти организации прекратили деятельность с середины 1980-х годов.
Весьма активным и относительно многочисленным было Движение национального действия (MAN) в 1985—1995 годах. Однако MAN не конституировалась как партия, оставаясь крупной скинхедской группировкой. В итоге оно было запрещено за противоправные действия, политическое насилие и неофашистскую идеологию. В конце 1990-х ультраправые активисты разработали очередной партийный проект. Но он сталкивался с труднопреодолимыми препятствиями. Необходимые для регистрации 5 тысяч подписей собрать не удавалось. Кроме того, мог быть введён в действие закон 1976 года, запрещающий в Португалии фашистские организации.

## Партийный «перехват»
Выход подсказал кризис в левоцентристской Партии демократического обновления (PRD), созданной в 1985 году сторонниками тогдашнего президента Рамалью Эанеша. С середины 1990-х партия фактически свернула свою деятельность и находилась в состоянии финансового банкротства. Этим воспользовалась группа правых радикалов во главе с идеологом MAN Бруно Оливейра Сантушем.
Праворадикалы провели переговоры с официальным руководством PRD. Они вступили в партию, выплатили долги, реанимировали организационную структуру. Был очевиден план коренной политико-идеологической переориентации, однако все юридически формальности неукоснительно соблюдались. Такой вариант позволял избежать сложностей, связанных с регистрацией новой партии.
2 декабря 1999 в Конституционный суд Португалии было подано заявление на переименование PRD, смену программы, устава и символики. Заявка была удовлетворена.

## Первые годы
Официальное учреждение Партии национального обновления (Partido Nacional Renovador, PNR) на базе бывшей PRD состоялось 12 апреля 2000 года. Первым председателем партии был избран 70-летний экономист Антониу да Круш Родригеш — известный экономист времён Нового государства. После революции в 1974 году он был среди основателей антикоммунистического MPP. Впоследствии руководил издательством Nova Arrancada, организовал Центр исследований Оливейра Салазара, возглавлял «неосалазаристский» AN.
Круш Родригеш выступал с позиций правоконсервативной христианской демократии. Он обладал имиджем респектабельного политика. Его выдвижение на первую позицию позволяло затушевать роль правоэкстремистского MAN в создании новой партии. Однако практические переговоры с формальным руководством PRD вели активисты MAN — Бруно Оливейра Сантуш, Луиш Энрикеш, Жозе Давид Сантуш Араужу. Они также заняли в новой партии руководящие посты. Кадровый корпус составили бывшие члены MAN, MIRN, FN, AN и правых партий, запрещённых в 1974 году.
Первый крупной акцией PNR стало отмечание 75-й годовщины Национальной революции 28 мая 2001. Круш Родригеш заявил на этом мероприятии о намерении партии участвовать в муниципальных выборах. Последовали протесты Левого блока, требовавшего запрета «фашистской организации». Однако юридически предъявить PNR нарушения соответствующего закона не удалось.
Первые годы существования в партии велась внутренняя борьба между носителями идей «старомодного салазаризма» (Круш Родригеш и его окружение) и национал-радикалами более современной генерации (деятели MAN и их сторонники). Верх взяли более радикальные представители второй тенденции.

## Программа и политика
В июне 2005 года Круша Родригеша сменил на посту председателя PNR Жозе Пинту Коэлью, известный тесными связями с MAN. Новое партийное руководство поставило во главу угла не идеи интегрализма, а принципы этнонационализма и евроскептицизма. Партия повела активную кампанию против принятия Турции в Евросоюз, за жёсткое ограничение иммиграции (особенно из бывших африканских колоний Португалии), выдвигала лозунги национально-государственного суверенитета в противовес евроинтеграции.
Партия национального обновления позиционируется как националистическая, консервативно-католическая, антикоммунистическая и антикапиталистическая. Заметны черты Третьего пути — основы идеологии MAN. При этом официальные программные документы PNR и выступления Жозе Пинту Коэлью выдержаны скорее в правоконсервативном, нежели в праворадикальном ключе. Партия требует государственной поддержки традиционной португальской семьи и стимулирования рождаемости; запрета абортов и однополых браков; отказа от орфографической реформы 1990 года; восстановления обязательной военной службы для мужской молодёжи; жёсткой борьбы с преступностью, коррупцией и массовой иммиграцией, особенно нелегальной; государственных мер защиты национального производства от иностранной конкуренции; восстановления ранее закрытых железнодорожных коммуникаций; введения 40 % квоты португальской музыки на радио и 10 % квоты португальских фильмов в кино.
В то же время в практической деятельности PNR заметны тенденции ультраправого радикализма. Члены партии и особенно организации Juventude Nacionalista — Националистическая молодёжь не раз совершали акции прямого действия, обвинялись в хулиганстве и насилии, в том числе на расистской почве. Фиксировались физические столкновения между активистами PNR и Левого блока (наиболее известна драка в Лиссабоне 9 марта 2002, когда получил заметные травмы один из леваков). Крупные скандалы провоцировала политическая реклама RNP — билборды с портретом Пинту Коэлью, партийным символом изображением улетающего из Португалии самолёта и надписями: «Хватит иммиграции. Национализм — вот решение. Доброго пути. Португалия для португальцев» и билборды, на которых белая овца прогоняет из Португалии шесть чёрных овец, обозначенных как «преступность», «безработица», «мультикультурализм», «низкие зарплаты», «проницаемые границы», «выплаты иждивенцам».
В отношении PNR и персонально Пинту Коэлью регулярно выдвигаются обвинения в идеологических симпатиях к неонацистам (как португальским, так и иностранным), организационных связях с ними и совместных политических действиях. Прежде всего это относится лично к Пинту Коэлью, который открыто высказывался в поддержку скинхедского лидера Мариу Машаду. Сам Пинту Коэлью был замечен в физических столкновениях с леворадикалами, которых считает «культур-марксистами».
При этом PNR и лично Пинту Коэлью подчёркивают свои симпатии к силовым структурам государства. Летом 2017 партия активно выступила в защиту группы сотрудников полиции, арестованных за превышение полномочий и жестокое обращение с задержанными. Пинту Коэлью назвал полицию основой государства, призвал расширить полномочия правоохранительных органов и покончить с «диктатурой политкорректности».
Жозе Пинту Коэлью провозглашает основой партийной идеологии доктрину португальского национализма (хотя отвергает обвинения в шовинизме и изоляционистской закрытости). Своими противниками он называет «правый интернационализм — капитализм» и «левый интернационализм — мультикультурализм». Провозглашается ставка на националистическую молодежь. Пинту Коэлью призывает отменить закон о запрете фашистских организаций (коль скоро коммунисты и анархисты имеют право легальной деятельности) и изъять из Конституции тезис о республиканской форме правления (в котором усматривает политическую дискриминацию монархистов).
PNR культивирует историческую память о Реконкисте, войне за независимость, колониальной империи, поколении 1895 года, лузотропикализме, салазаризме, борьбе «Жаркого лета». Партия выступила за увековечивание памяти настоятеля кафедрального собора Браги каноника Мелу — лидера антикоммунистических сил «Жаркого лета», знаковой исторической фигуры.

## Результаты на выборах
В 2002—2019 Партия национального обновления пять раз участвовала в парламентских выборах. Несмотря на активность и определённое влияние, PNR не смогла провести ни одного депутата в Ассамблею республики. Наибольшее количество голосов — 27269, 0,5 % — было получено на выборах 2015 года. Выборы 6 октября 2019 обозначили снижение: 15272 голоса, 0,3 %.
Таким образом, вопреки ожиданиям лидера, партии не удалось превысить «психологический барьер 1 %».

## Международные связи
Партия национального обновления входит в Альянс европейских национальных движений. Сотрудничает с французским Национальным фронтом, итальянской Fiamma Tricolore, испанским Республиканским социальным движением, венгерским Йоббиком, Британской национальной партией, шведскими Национальными демократами, украинской Свободой.

## Символика
Эмблемой PNR является красно-синее пламя. Огонь символизирует непрерывность жизни и нации, синий цвет — войско Афонсу Великого, красный — кровь, пролитую в боях за Португалию.